# Dinamita (Durango)
Dinamita es una localidad del estado mexicano de Durango, perteneciente al municipio de Gómez Palacio.

## Historia
El poblado de Dinamita se fundó a inicios del siglo XX por una empresa norteamericana con el objetivo de fabricar los explosivos necesarios para las actividades minera en México, se localizó en una zona apartada de la Comarca Lagunera de Durango debido a que la producción de algodón de la zona le proporcionaba una de las materias primas fundamentales para la fabricación de los explosivos, la glicerina; la población surgió como vivienda para los trabajadores y toda su actividades dependía de la propia compañía de dinamita, siendo ésta originalmente Dupont y en la actualidad Austin Bacis. En la actualidad, la baja en la demanda de los explisivos fabricados en la zona y la competencia han bajado sustancialmente su actividad y con ella la actividad económica de la población.

## Localización y demografía
Dinamita se encuentra en las coordenadas geográficas 25°43′14″N 103°39′22″O / 25.72056, -103.65611 y tiene una altitud de 1,220 metros sobre el nivel del mar, se encuentra en el extremo oeste del municipio de Gómez Palacio al pie de la Sierra de Mapimí, la única serranía del municipio que es mayormente plano. Se encuentra a una distancia aproximada de 25 kilómetros al noroeste de la ciudad de Gómez Palacio con la cual se comunica mediante una carretera pavimentada que la enlaza con la Carretera Federal 49, así mismo, cuenta con un ramal de ferrocarril que lo comunica con la línea México-Ciudad Juárez y utilizada para el transporte tanto del material para la fabricación de explosivos como para llevar los explosivos ya fabricados.
De acuerdo al Conteo de Población y Vivienda realizado en 2005 por el Instituto Nacional de Estadística y Geografía, la población total de Dinamita es de 800 habitantes, de los cuales 399 son hombres y 401 son mujeres.